# Sigerico
Sigerico foi um rei visigodo que governou durante uma semana, no ano de 415 d.C..
Depois da morte de Ataulfo gera-se uma disputa pelo trono entre Sigerico e o irmão do defunto rei: Vália, e Sigerico começa por levar a melhor.
Nos poucos dias que governou deixou bem claras as suas intenções: mandou matar os seis filhos de Ataulfo (para evitar o risco de pretendentes ao trono) e atacou Gala Placídia, a viúva de Ataulfo. "Ataulfo só aparece na sua biografia como tendo um filho de Gala Placídia"
Esta situação tornou-se intolerável para os partidários de Vália na corte visigoda e Sigerico foi assassinado.